# Marcel Seynaeve
Marcel Seynaeve (* Bekegem, 24 de dezembro de 1933). Foi um ciclista belga, profissional entre 1959 e 1963, cujo maior sucesso desportivo foi a vitória de etapa conseguida na Volta a Espanha em sua edição de 1961 na que foi líder da classificação geral durante 5 etapas.

## Palmarés
1957
- Omloop van de Westhoek Itchtegem

1959
- Zeebrugge

1960
- Sem-lhe-Nobre
- Criterium de Moorslede

1961
- 1 etapa na Volta a Espanha
- Mortagne du Nord
- Ruiselede
- Waarschoot

1962
- Kruishoutem

1963
- Gullegem